# کندیل لیکس (فلوریدا)
کندیل لیکس (به انگلیسی: Kendale Lakes) یک منطقهٔ مسکونی در ایالات متحده آمریکا است که در شهرستان میامی-دید، فلوریدا واقع شده‌است. کندیل لیکس ۲۲٫۳ کیلومتر مربع مساحت و ۵۶٬۹۰۱ نفر جمعیت دارد و ۱ متر بالاتر از سطح دریا واقع شده‌است.